# タワマン文学

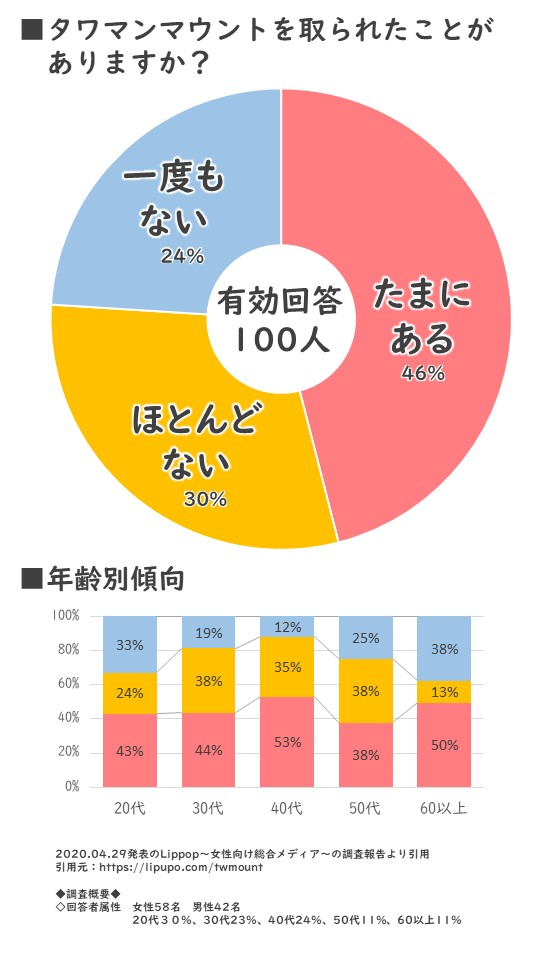
Lippopが2020年4月29日に発表した「タワマンマウント」についてのアンケート結果。タワーマンションは住む部屋の階層によって格差があり、人間関係においてしばしばマウンティングが発生するとされ、本調査では全体の46%が「たまにある」と回答した。

タワマン文学（タワマンぶんがく）とは、日本の小説分類の一つ。Twitterの投稿を起源とし、タワーマンション（タワマン）などを舞台に、都市で暮らす人々の格差や嫉妬心を描くジャンルである。また、タワーマンション住民の間の中学受験ブームも題材となっている。Twitter上から人気が広がり、2020年代においては単行本も出版されている。

## 定義
渡辺祐真によると、「時に成功者の証として持ちあげられ、時に資本主義の権化として槍玉に挙げられるタワーマンションを舞台に、現代日本の格差や嫉妬、生きづらさを描く作品群」と定義される。

## 起源
高層ビル内の格差を題材とした早い例として、J・G・バラードの小説『ハイ・ライズ』（1975年）がある。日本では、桐野夏生の『ハピネス』（2013年）などがタワーマンション内の人間関係を題材としていたが、「タワマン文学」と呼称されるジャンル自体は、窓際三等兵（外山薫）が2021年頃からTwitterに投稿した創作ツイート群が先駆けとされている。

## 評価
ジャーナリストの川口穣によると、Twitter上ではタワマン文学で多用される露悪的表現を「不快」だとする声もある。その一方で、「幸せについて考えさせられた」と評価する読者もいるという。タワマン文学作家の窓際三等兵は、自作も含めたタワマン文学作品について「Twitterのバズりに特化した量産品であり、書いてる方も文学性なんて求めてない」と評している。

## 「タワマン文学」に分類される作家・作品
- 麻布競馬場『この部屋から東京タワーは永遠に見えない』（2022年9月、集英社）[8]
- 麻布競馬場『令和元年の人生ゲーム』[13]
- 外山薫『息が詰まるようなこの場所で』（2023年1月、KADOKAWA）[8]
- 麻布競馬場、新庄耕、外山薫ほか『本当に欲しかったものは、もう　Twitter文学アンソロジー』（2023年4月、集英社）[14]
- 佐川恭一『サークルクラッシャー麻紀』（2017年12月、破滅派）[9]
- 桐野夏生『ハピネス』（2013年2月、光文社・2016年2月、光文社文庫）[9]